# Elecciones parlamentarias de Haití de 1964
Elecciones parlamentarias tuvieron lugar en Haití el 14 de junio de 1964 junto a un referéndum constitutional. El Partido Unidad Nacional del presidente François Duvalier fue el único partido legal para el momento, mientras que todos los demás partidos fueron prohibidos el año anterior.